# Keynote (программа подготовки презентаций)
Keynote — компьютерная программа для подготовки презентаций, разработанная как часть набора офисных программ iWork от компании Apple. Keynote 7.3.1 была выпущена 2 ноября 2017 года и является последней версией, выпущенной для Mac. 27 января 2010 года Apple анонсировала новую версию Keynote для iPad с новым сенсорным интерфейсом.

## История
Программа Keynote была создана с целью создания генеральным директором Apple Стивом Джобсом презентаций для конференции Macworld Conference & Expo и других ключевых выставок Apple. Ранее, до появления Keynote, Джобс использовал подобную программу Concurrence от компании Lighthouse Design, которая работала на платформах NeXTSTEP и OpenStep.
В 2003 году программа Keynote 1.0 впервые была продана, начав конкурировать с существующими программами для создания презентация, особенно с Microsoft PowerPoint.
В 2005 году Apple начала продавать Keynote 2.0 в сочетании с Pages, новым приложением для обработки и верстки текста, в составе программного пакета iWork. На конференции Macworld Conference & Expo 2006 Apple представила пакет iWork '06 с обновленными версиями Keynote 3.0 и Pages 2.0. В дополнение к официальной совместимости с HD в Keynote 3 были добавлены новые функции: групповое масштабирование, 3D-графики, многоколоночные текстовые поля, автоматические маркеры списка в любом текстовом поле, настройки изображения и средства маскировки свободной формы. Кроме того, в Keynote появились трехмерные переходы между слайдами, такие как вращающийся куб или простой поворот слайда.
Осенью 2007 года компания Apple выпустила Keynote 4.0 в составе iWork '08, вместе с Pages 3.0 и новой программой Numbers для создания и редактирования электронных таблиц.
23 октября 2013 года компания Apple представила переработанную версию Keynote 6.0 и сделала программу бесплатной для владельцев новых устройств с iOS или кто недавно приобрел Mac.

## Особенности программы
- Темы оформления, позволяющие пользователю сохранить единообразие цветов и шрифтов во всей презентации, в том числе в диаграммах, графиках и таблицах.
- Основанные на OpenGL 3D-переходы между слайдами: катящиеся кубики, перелистывание страниц; эффекты растворения, когда один слайд плавно сменяется на следующий.
- Поддержка двух мониторов: ведущий может показывать презентацию на экране и одновременно видеть на своем ноутбуке (экране презентации) свой рабочий стол или заметки.
- Экспорт в форматы PDF, QuickTime, JPEG, TIFF, PNG, HTML (с изображениями JPEG) и PowerPoint. В Keynote также используется форматы .key (файлы презентаций) и .kth (файлы тем), основанные на формате XML[5].
- Поддержка в слайд-шоу всех видеоформатов программы QuickTime (в том числе MPEG-2 и DV).
- Начиная с версии 3 с помощью программы iDVD возможно экспортировать презентации в формат DVD c возможность демонстрации.
- Совместимость с пультами Apple Remote и приложением для дистанционного управления Keynote для iPhone, iPad и iPod.

## Keynote Remote
Keynote Remote — приложение iOS, с помощью которого можно контролировать выступление, используя iPhone, iPod Touch или iPad через Wi-Fi-сеть или bluetooth-соединение. Это приложение распространялось через App Store. После выпуска Keynote для iOS Keynote Remote было интегрировано в новое приложение Keynote, а автономное приложение было отозвано.

## История версий
| Номер версии | Дата выпускаe    | Список изменений |
| ------------ | ---------------- | --- |
| 1.0          | 7 января 2003    | Первый выпуск. |
| 1.1          | 4 июня 2003      | Различные улучшения функциональности и совместимости. |
| 1.1.1        | 28 октября 2003  | Улучшение стабильности и некоторые улучшения пользовательского интерфейса. |
| 2.0          | 11 января 2005   | Выпущена как часть нового набора iWork 05. Включены новые переходы/анимации, 20 новых тем, новые инструменты презентации. Улучшены настройки экспорта, добавлен экспорт в Flash. |
| 2.0.1        | 21 марта 2005    | Исправлены изолированные проблемы, которые могли повлиять на надежность. |
| 2.0.2        | 25 мая 2005      | Исправлены изолированные проблемы, которые могли повлиять на надежность. |
| 3.0          | 10 января 2006   | Новая версия выпущена как часть набора iWork '06. Включены новые переходы/анимации, темы и графики. Также программа скомпилирована в универсальный двоичный файл, запускаемый как на процессорах PowerPC, так и Intel. |
| 3.0.1        | 4 апреля 2006    | Обновление Keynote 3.0 исправляет ошибки с трехмерными графиками и текстурами. Также исправлены некоторые небольшие ошибки. |
| 3.0.2        | 28 сентября 2006 | Обновление Keynote 3.0.1 улучшает совместимость при доступе к данным программы Aperture 1.5. |
| 4.0          | 7 августа 2007   | Новая версия выпущена как часть набора iWork '08. Новые текстовые эффекты, переходы, инструменты «Instant Alpha», «Smart Builds». |
| 4.0.1        | 27 сентября 2007 | Исправление проблем со сборкой и производительностью. |
| 4.0.2        | 29 января 2008   | Обновление в основном исправляет проблемы производительности при воспроизведении или экспорте презентаций. |
| 4.0.3        | 3 апреля 2008    | Обновление исправляет проблемы производительности и стабильности при работе с большими документами. |
| 4.0.4        | 2 февраля 2009   | Исправлены проблемы с совместимостью с Microsoft Office PowerPoint 2007 и Microsoft Office PowerPoint 2008. |
| 5.0          | 6 января 2009    | Программа выпущена как часть нового набора iWork '09 и включает: новые анимации диаграмм, переход «Magic Move», а также поддержку приложения Keynote Remote iPhone/iPod touch. |
| 5.0.1        | 26 марта 2009    | Повышена надежность при удалении файлов Keynote, копировании слайдов между презентациями или работе с переходами и сборками. |
| 5.0.2        | 28 мая 2009      | Повышена надежность при сохранении документов и показе презентаций более чем в одной сессии Keynote. |
| 5.0.3        | 28 сентября 2009 | Повышена надежность при экспорте в программу GarageBand, режим «drag and drop» и анимации. |
| 5.0.4        | Сентябрь 2010    | Исправление проблем в Keynote. |
| 5.0.5        | 5 января 2011    | Поддержка показа презентаций Keynote на сайте iWork.com, с более чем 15 новыми анимациями и эффектами при использовании последней версии of Safari. Исправление проблем с переходом «Drop» и пр. Исправлена проблема с линейками. Добавлена поддержка Keynote Remote 1.2*, в том числе поддержка слайдов высокого разрешения для экранов Retina.                                                   |
| 5.1          | 20 июля 2011     | Поддержка Mac OS X Lion. Улучшена совместимость с Microsoft Office. Удалена возможность экспорта в видео с прозрачностью. |
| 5.1.1        | 1 декабря 2011   | Исправлена проблемы при работе с большими презентациями Keynote на Mac OS X Lion, улучшения стабильности и доступности. |
| 5.2          | 25 июля 2012     | Поддержка документов и диктовки iCloud. Используется на экранах Retina. |
| 5.3          | 4 декабря 2012   | Добавлена поддержка Keynote для iOS 6.0 |
| 6.0          | 22 октября 2013  | Программа выпущена в составе набора iWork for Mac, согласно Apple переписанного с нуля, в 64-битном исполнении, с поддержкой синхронизации с iCloud. Многие функции были удалены. |
| 6.0.1        | 21 ноября 2013   | Настройка панели инструментов с часто используемыми инструментами. Улучшения в стабильности и багфиксы. |
| 6.1          | 23 января 2014   | Добавлены новые переходы, настройки экрана, улучшена совместимость с Microsoft PowerPoint. |
| 6.2          | 1 апреля 2014    | Улучшения в макетах и ярлыках экрана презентации. Добавлены новые переходы и сборки: «Object Revolve», «Drift and Scale», «Skid». Улучшение перехода «Magic Move», в том числе добавлена трансформация текста. К анимациям может быть применены эффекты «motion blur». Обновление включает различные исправления и улучшения удобства использования.                                               |
| 6.5          | 16 октября 2014  | Обновлен дизайн программы под OS X Yosemite, добавлена поддержка iCloud Drive и режима «Непрерывность» на iOS 8. Обновлен формат файла презентации с целью улучшения поддержки сторонних онлайн-сервисов. Возможность настраивать макет дисплея презентатора, в том числе новая анимация «Trace». Некоторые улучшения при редактировании презентаций.                                              |
| 6.6          | 15 октября 2015  | Обновление для поддержки El Capitan |
| 6.6.1        | 11 ноября 2015   | Багфиксы |
| 6.6.2        | 10 мая 2016      | Обновление содержит улучшения стабильности и багфиксы. |
| 7.0          | Сентябрь 2016    | Обновление для поддержки macOS Sierra, представлен режим совместной работы (бета-версия), добавлена поддержка Keynote Live, добавлена поддержка табуляции для использования нескольких презентаций в одном окне, добавлена обратная совместимость с презентациями Keynote '05. |
| 7.0.5        | 27 октября 2016  | Багфиксы |
| 7.1          | 27 марта 2017    | Новая боковая панель «Список объектов» с упорядоченным списком слайд-объектов, совместимость с Keynote 1.0, поддержка Touch ID, экспорт презентаций на совместимые веб-сайты. |
| 7.1.1        | 26 апреля 2017   | Обновление содержит улучшения стабильности и багфиксы. |
| 7.2          | 13 июня 2017     | «Shapes Library» с новыми встроенными формами и поддержкой пользовательских форм, поддержка ответов в комментариях, новая панель настроек «Автокоррекция», настройка для отключения автоцентрирования при редактировании слайда. |
| 7.3          | 19 сентября 2017 | Фильтрация панели «Object List», улучшения стабильности и производительности. |
| 7.3.1        | 2 ноября 2017    | |
| 8.0          | 27 марта 2018    | Совместная работа в режиме реального времени с презентациями, хранящимися в облаке Box (требуется macOS High Sierra). Добавлены дуговые диаграммы для визуализации данных. Добавлена интерактивная галерея изображений для просмотра коллекций фотографий. Улучшение презентаций с помощью множества новых редактируемых форм. Дополнительные параметры для уменьшения размера файлов презентаций. |
| 8.0.1        | 3 мая 2018       | Улучшения стабильности и производительности. |